# Chimaphila
Chimaphila é um género botânico pertencente à família Ericaceae.

## Espécies
1. ↑  «Chimaphila — World Flora Online». www.worldfloraonline.org. Consultado em 19 de agosto de 2020